# Gwenn ha du (journal)
Pour les articles homonymes, voir Gwenn ha du (homonymie).
Le Gwenn ha du est un journal nationaliste breton dirigé par Jean Le Maho depuis Paris.

## Participants
Dans le journal participent Yann Bouëssel du Bourg, Laurent Jutel, Olier Mordrel et Yann Fouéré.